# Afrosyrphus varipes
Afrosyrphus varipes är en tvåvingeart som beskrevs av Charles Howard Curran 1927. Afrosyrphus varipes ingår i släktet Afrosyrphus och familjen blomflugor. Inga underarter finns listade i Catalogue of Life.